# Żleb Domczyna

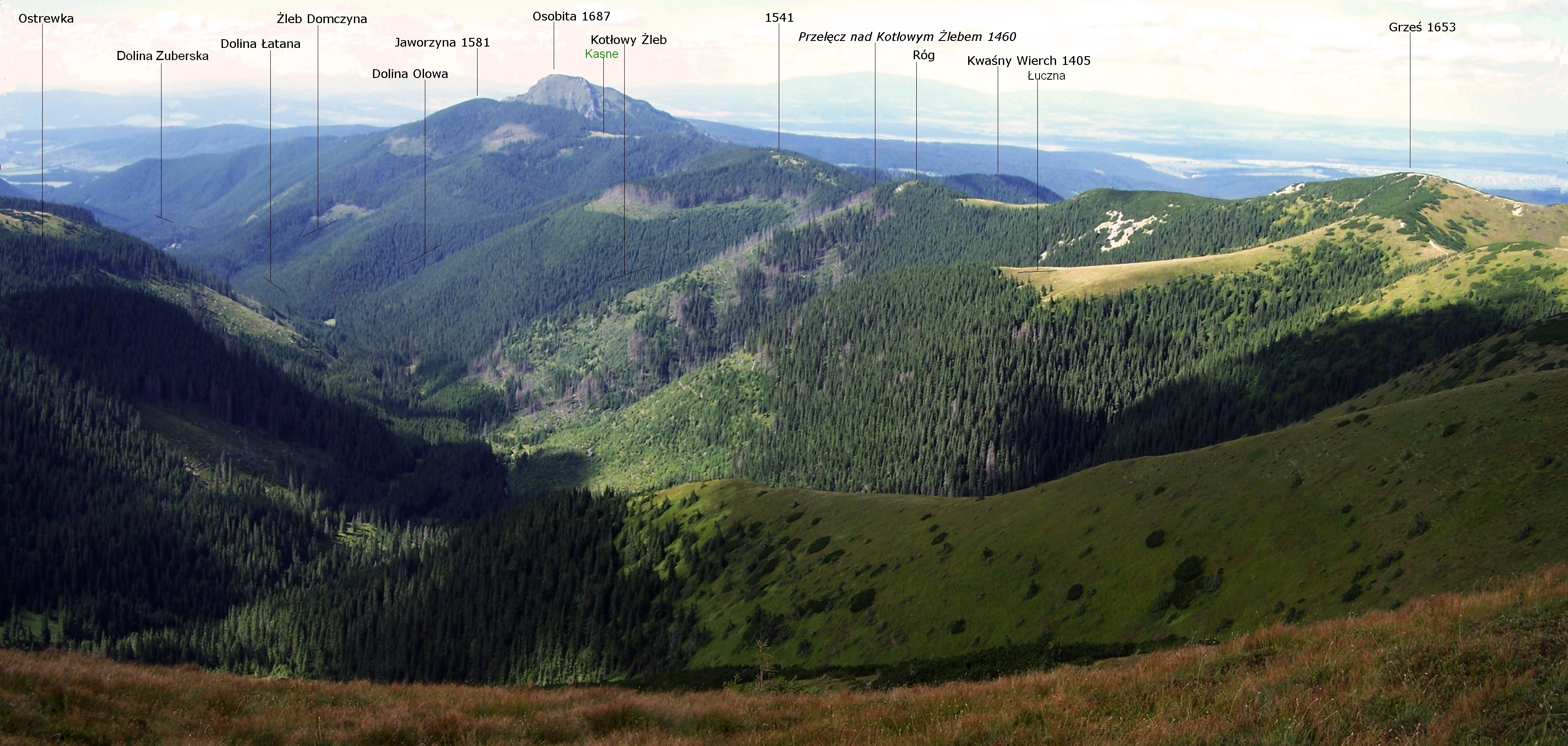
Widok z Długiego Upłazu

Żleb Domczyna (słow. žľab Domčina) – żleb w orograficznie prawych zboczach Doliny Łatanej w słowackich Tatrach Zachodnich. Opada spod szczytu Jaworzyny, jego wylot znajduje się na wysokości około 1100 m w dolnej części Doliny Łatanej, tuż powyżej miejsca, w którym łączy się ona z Doliną Rohacką.  Prawe ograniczenie żlebu tworzy grzęda opadająca z Jaworzyny, lewe grzęda opadająca z grzbietu Domczyna. W górnej części żleb rozgałęzia się na dwie odnogi. Dnem żlebu spływa niewielki potok uchodzący do Łatanego Potoku. Zbocza żlebu są zalesione, ale znajdują się w nich duże bezleśne połacie (halizny lub wiatrołomy).